# 武仙座83
武仙座83，又名BD+24 3231，HD 161074、SAO 85344、HR 6602，是武仙座的一颗恒星，视星等为5.52，位于銀經48.81，銀緯25.43，其B1900.0坐标为赤經17h 38m 22.3s，赤緯+24° 25.43′ 52″。